# Новий Завіт в перекладі Валентина Негалевського
Новий Завіт Негалевського, також відомий як Євангеліє Негалевського та Хорошівське Євангеліє — переклад канонічного тексту уривків Біблії на староукраїнську мову. Переклад здійснено волинським шляхтичем Валентином Негалевським 1581 року з польськомовної Біблії социніанина Мартина Чеховича (виданої 1577 року в Ракові).

## Історія
Рукопис знайдено в селі Хорошів на Волині й тому ще знаний, як Хорошівське Євангеліє.
Рукопис, що складається з 261 аркуша, належав бібліотеці Київського Свято-Михайлівського Золотоверхого монастиря, а нині зберігається в Національній бібліотеці України імені Вернадського.

## Зміст
Текст «Євангелія Негалевського» поділяється на глави й зачала. На берегах євангелія збереглися примітки до тексту і передмови, залишені православними читачами, у тому числі міщанина Леонтія Сидоровича, козака Гаврила Крутневича та інших. За їх свідченнями, переклад було здійснено в дусі социніан.